# Telegrafista

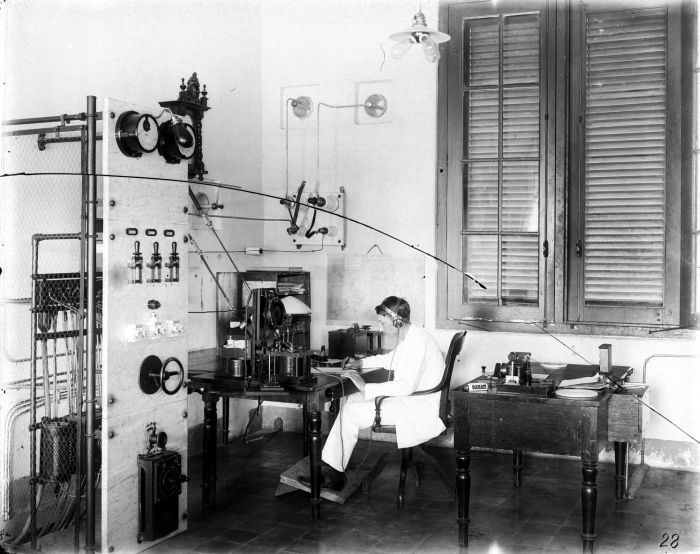
Telegrafista em imagem anterior a 1926, coleção do Tropenmuseum.

Telegrafista foi uma profissão ou atividade desempenhada por alguém habilitado no manejo do telégrafo e conhecimento do código Morse. Atuava na emissão e recepção, com decodificação, das mensagens.
Dentre os telegrafistas que se notabilizaram está o ex-presidente brasileiro, Juscelino Kubitschek. A profissão deixou de existir com o advento de novas tecnologias de comunicação à distância.

## Registros históricos
Durante a Primeira Guerra Mundial, a Royal Navy alistou muitos voluntários como radiotelegrafistas. Os telegrafistas eram indispensáveis no mar nos primeiros dias da telegrafia sem fio, e muitos jovens foram chamados para o mar como operadores profissionais de radiotelegrafia, aos quais sempre foi concedido o status de oficial bem pago no mar. Após o desastre do Titanic e a Lei do Rádio de 1912 (Radio Act of 1912), as convenções de Segurança Internacional da Vida Humana no Mar (convenção SOLAS) estabeleceram o monitoramento de frequência de socorro marítimo de 500 kHz e determinaram que todos os navios de transporte de passageiros tivessem operadores de radiotelegrafia licenciados a bordo.
Na Colômbia o museu Casa del Telegrafista em  Aracataca, declarado Monumento Nacional em 1996, preserva o local onde trabalhou o pai do escritor Gabriel Garcia Márquez, Gabriel Eligio García Martínez, entre 1923 e 1926.

### Cãibra de telegrafista
Foi registrada uma epidemia, nos Estados Unidos e Inglaterra, entre esses profissionais que ficou conhecida como "cãibra de telegrafista", que no ano de 1908 passou a ser definida como doença osteomuscular provocada pela rápida repetição dos movimentos no telégrafo.
Foi, assim, reconhecida no Ato de Compensação Britânica como doença do trabalho e, com o aumentos dos casos, uma investigação foi levada a cabo, sendo ali criada uma comissão encarregada de avaliar as condições laborais dos telegrafistas, que concluiu que a repetição continuada dos movimentos estava aliada a condições nervosas individuais e que, por seu caráter pessoal, recomendava uma melhor seleção do pessoal contratado como solução para a epidemia.